# Alter und Neuer Semmeringtunnel
Der alte und neue Semmeringtunnel sind zwei rund 1,5 Kilometer lange Eisenbahntunnel an der Semmeringbahn zwischen Semmering in Niederösterreich und Spital am Semmering in der Steiermark.

## Verlauf
Die beiden Tunnelröhren beginnen im Norden direkt am Bahnhof Semmering bei Streckenkilometer 103,568 und verlaufen in südwestliche Richtung unterhalb des Ortes Semmering bis zu den Südportalen (km 105,003 beim alten bzw. km 105,079 beim neuen Tunnel) nahe der Dr. Theodor-Mayr-Siedlung in der Gemeinde Spital am Semmering. In der Tunnelmitte befindet sich auf 898 m. ü. A. der Scheitelpunkt der Semmeringbahn. Während der alte Semmeringtunnel geradlinig ist besitzt der neue Semmeringtunnel jeweils nach den Portalen kurze Bögen um dann rund 100 Meter parallel zum alten Tunnel zu verlaufen.

## Geschichte

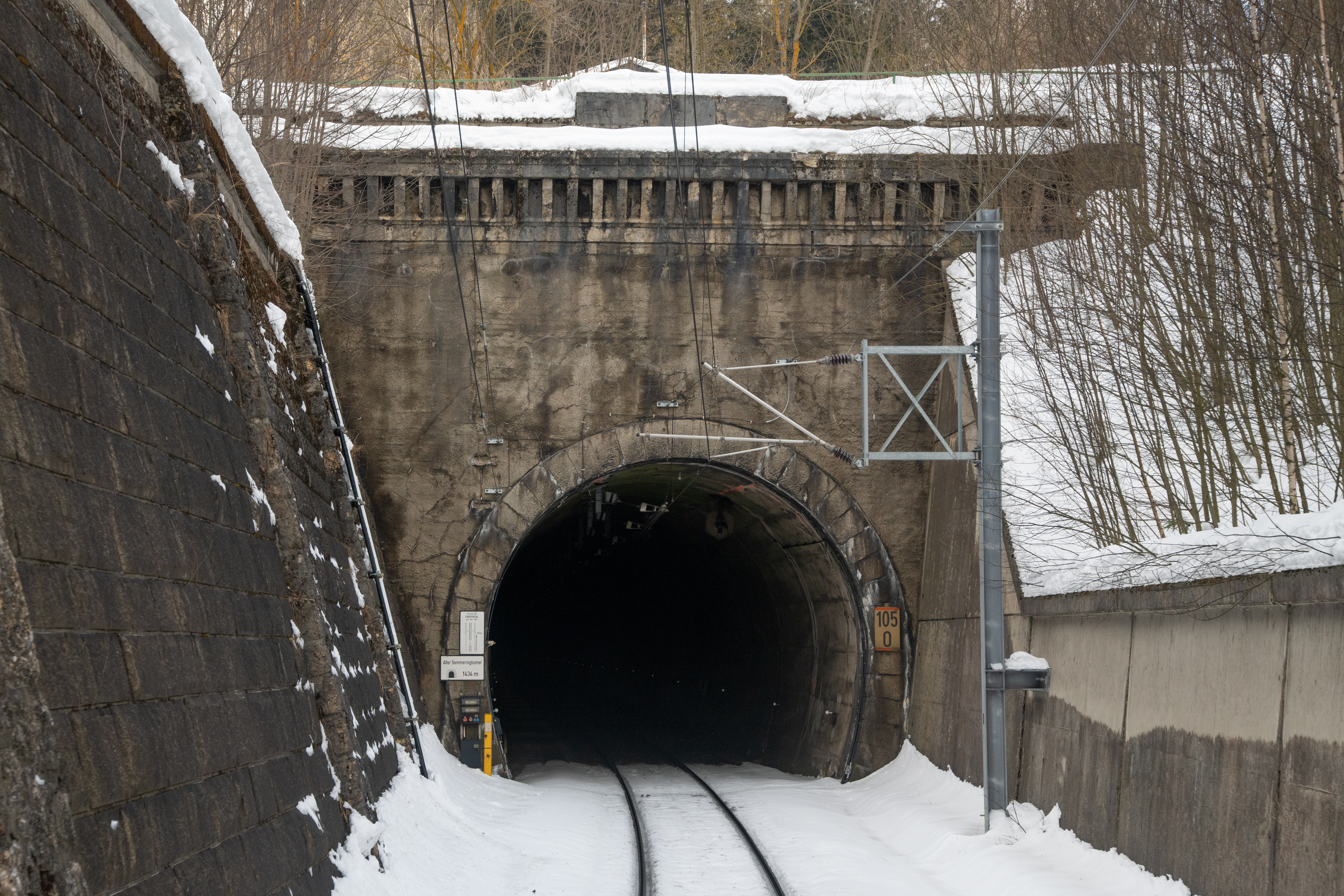
Südportal des alten Tunnels

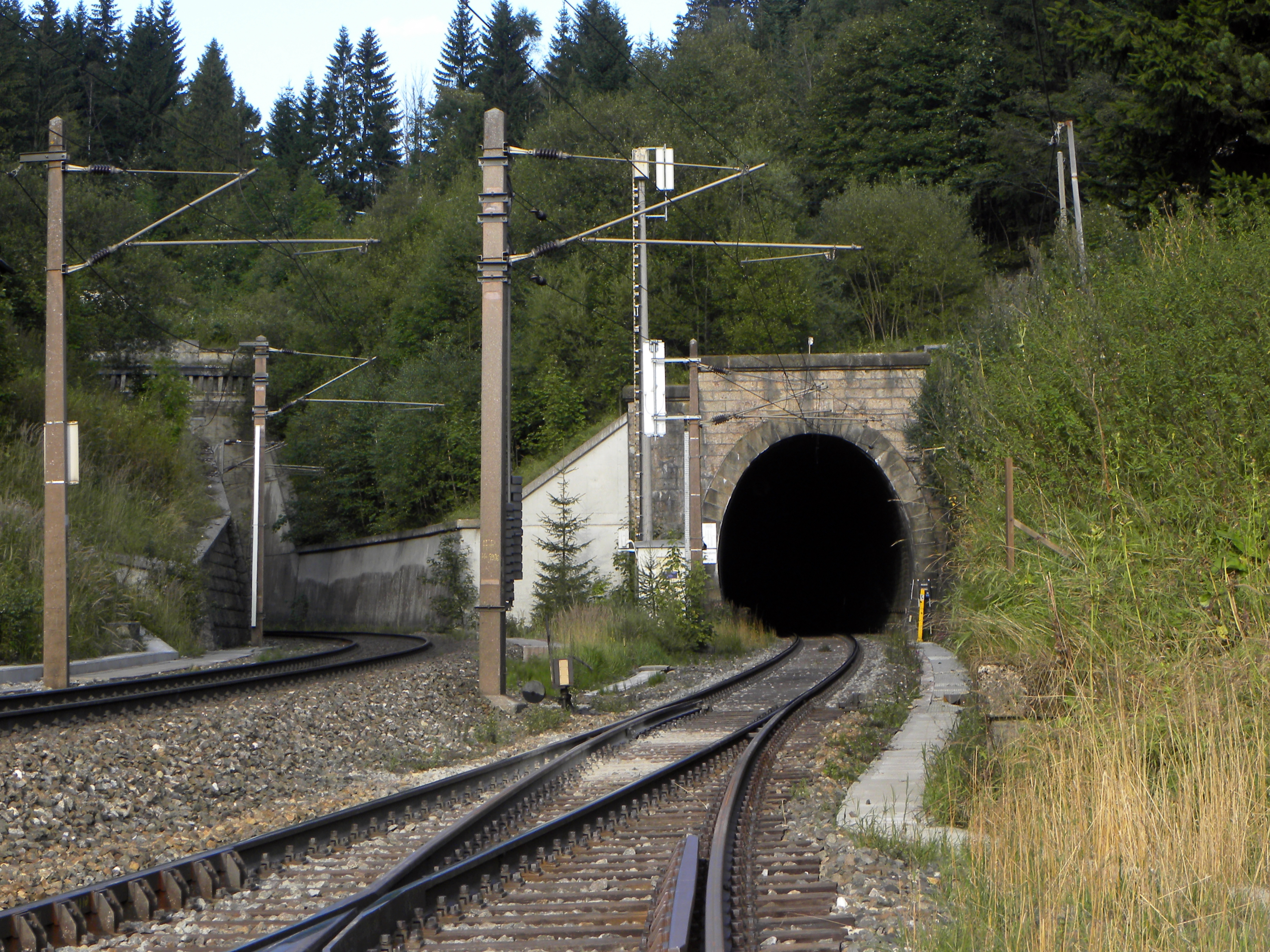
Südportal des neuen Tunnels

### Alter Semmeringtunnel
Der am 4. Mai 1849 begonnene Bau des 1433 Meter langen, zweigleisigen Tunnels war aufgrund des Wasserreichtums des Gebirges und der instabilen Gesteine eine große Herausforderung. Nach fünf Jahren erfolgte zwar am 17. Juli 1854 die feierliche Eröffnung, allerdings mussten unmittelbar danach ständige Ausbesserungsarbeiten stattfinden. Zum Wassereintritt in den Sommermonaten und den Frostsprengungen in den Wintermonaten kam noch die schädliche Einwirkung der Rauchgase der Dampfloks und der Gebirgsdruck dazu, der sich durch die Verformung der Firste und durch Soleauftriebserscheinungen bemerkbar machte.
An beiden Tunnelenden wurden im Jahr 1855 große Flügeltore angebracht die während der Frostperiode grundsätzlich geschlossen waren und nur nach entsprechenden Signalen vor jeder Zugfahrt von einem Torposten geöffnet wurden. Der immer dichter gewordene Zugverkehr sorgte dafür, dass die Tore 1909 entfernt wurden.
Das im Jahr 1857 errichtete Gaswerk am Bahnhof Semmering diente vorrangig der Tunnelbeleuchtung, welche durch die Wärmeabstrahlung die Eisbildung eindämmen sollte. Zusätzlich wurden an den Tunnelenden zwei bis vier Koksöfen installiert. Aufgrund der unbefriedigenden Ergebnisse wurden die Einrichtungen drei Jahre später wieder außer Betrieb genommen - das Gaswerk wurde erst 1913 abgetragen.
Die beim Bau des Tunnels errichteten zehn Schächte wollte man zur Ventilation nutzen - auch dies sorgte nicht für den gewünschten Effekt. 1916 wurde der letzte noch vorhandene Schacht mit einem elektrischen Gebläse für Frischluft ausgestattet und nach einigen erfolglosen Jahren schlussendlich im Jahr 1927 zugemauert.
Nach fast 100 Jahren gab es ernsthafte Bedenken hinsichtlich der Betriebssicherheit. Im Oktober 1947 wurden stählerne und hölzerne Lehrbögen zur Sicherung des stark beschädigten Widerlagermauerwerks installiert. Da eine umfassende Sanierung während des laufenden Betriebes als nicht durchführbar angesehen wurde, fasste man den Entschluss für den Bau einer zweiten Tunnelröhre.
Nach der Eröffnung des neuen Semmeringtunnels am 1. März 1952 erfolgte die sofortige Sperre des alten Tunnels und der Beginn der Sanierungsarbeiten. Vom ursprünglichen Ziegelmauerwerk war zu dem Zeitpunkt nur noch 1 % vorhanden, der Rest wurde im Laufe der Jahre durch Betonformsteine (35 %), Naturstein (30 %), Stampfbeton (25 %) und Hartbrandziegel/Klinker (9 %) ersetzt. Rund 28 % des Mauerwerks galt als absturzgefährdet. An das vorhandene Mauerwerk wurde ein 70 cm starker, wasserdichter Betonmantel aufgetragen. Eine Fluatierung der Innenwand sorgt für den Schutz gegen die Rauchgase der Dampflokomotiven. Insgesamt wurden bei der Sanierung 10.500 t Zement, 1110 t Trass, 75.000 t Sand und Schotter sowie 700 t Zementsteine verwendet. Der Umbau konnte mit rund 300 Arbeitern innerhalb eines Jahres abgeschlossen werden. Die Inbetriebnahme des generalüberholten Tunnels erfolgte am 20. Februar 1953. Dieser ist nun aufgrund der verkleinerten Querschnitts nur noch eingleisig befahrbar.

### Neuer Semmeringtunnel
Am 8. September 1949 begannen die Tunnelbauarbeiten auf beiden Seiten. Zahlreiche Wassereinbrüche und Vermurungen verzögerten den Stollenvortrieb mehrmals um mehrere Wochen. Im südlichen Teil kam es beim Auffahren durch tonige Mylonite zu Problemen, wo auf einer Länge von rund 100 Meter Tunnelröhre die Ausmauerung eine Zeitspanne von 8 Monate erforderte. Trotzdem konnte die vorgesehene Bauzeit eingehalten werden und die Tunnel- und Mauerwerksarbeiten am 8. September 1951 abgeschlossen werden. Anschließend erfolgte die Verlegung des Oberbaues und die Herstellung an die bestehenden Gleisanlagen. Am 1. März 1952 erfolgte die feierliche Eröffnung.
Der neue Tunnel ist 1511 Meter lang und verläuft etwas weiter südöstlich in einem maximalen Abstand von 97 Meter parallel zum alten Tunnel. Das tragende Mauerwerk besteht aus Beton und schwankt je nach Gebirgsdruck zwischen 60 cm und 1 Meter, in den Widerlagern zwischen 80 cm und 120 cm. Auf die Innenfläche des Mauerwerks wurden wasserundurchlässige Dichtungsbahnen aus Oppanol geklebt die miteinander dicht verbunden sind. Vor diese Dichtungsbahnen wurde ein Mauerwerk aus Granitsteinen gesetzt.
Die Arbeitsleistungen umfassten folgende Mengen:
- 110.000 m³ Tunnelaushub
- 54.000 m³ Beton- und Mauerwerk
- 120.000 t Schotter
- 15.000 t Zement
- 13.000 t Granit für die Verkleidung der Innenwand